# Quadro de medalhas dos Jogos Pan-Americanos de 1951
Esta é uma lista das medalhas dos países nos  Jogos Pan-Americanos de 1951. O quadro está classificado de acordo com o número de medalhas de ouro, estando as de prata e as de bronze como critérios de desempate. [a]
| Quadro de medalhas / Buenos Aires 1951 | Quadro de medalhas / Buenos Aires 1951 | Quadro de medalhas / Buenos Aires 1951 | Quadro de medalhas / Buenos Aires 1951 | Quadro de medalhas / Buenos Aires 1951 | Quadro de medalhas / Buenos Aires 1951 |
| -------------------------------------- | -------------------------------------- | -------------------------------------- | -------------------------------------- | -------------------------------------- | -------------------------------------- |
| Posição                                | País                                   |                                        |                                        |                                        |                                        |
| 1                                      | Argentina                              | 68                                     | 44                                     | 38                                     | 150                                    |
| 2                                      | Estados Unidos                         | 44                                     | 33                                     | 18                                     | 95                                     |
| 3                                      | Chile                                  | 9                                      | 20                                     | 12                                     | 41                                     |
| 4                                      | Cuba                                   | 9                                      | 9                                      | 10                                     | 28                                     |
| 5                                      | Brasil                                 | 5                                      | 15                                     | 12                                     | 32                                     |
| 6                                      | México                                 | 5                                      | 7                                      | 23                                     | 35                                     |
| 7                                      | Peru                                   | 2                                      | 5                                      | 6                                      | 13                                     |
| 8                                      | Trinidad e Tobago                      | 1                                      | 3                                      |                                        | 4                                      |
| 9                                      | Equador                                | 1                                      |                                        | 1                                      | 2                                      |
| 10                                     | Colômbia                               | 1                                      |                                        |                                        | 1                                      |
| 11                                     | Venezuela                              |                                        | 1                                      | 1                                      | 2                                      |
| 12                                     | Costa Rica                             |                                        | 1                                      |                                        | 1                                      |
| 13                                     | Guatemala                              |                                        |                                        | 3                                      | 3                                      |
| 13                                     | Jamaica                                |                                        |                                        | 3                                      | 3                                      |
| 15                                     | Panamá                                 |                                        |                                        | 2                                      | 2                                      |
| 16                                     | Haiti                                  |                                        |                                        | 1                                      | 1                                      |

- a.^ : referências do quadro geral de medalhas no artigo principal